# Список невирішуваних головоломок
Невирішувана головоломка — це головоломка, яка не може бути вирішена при дотриманні встановлених умов або критеріїв.
Цей (неповний) перелік містить головоломки, які доведено не мають рішення (принаймні для частині початкових позицій):
- П'ятнашки для половини початкових позицій;
- МЮ (головоломка)
- Проблема обрізаної шахівниці
- Розмальовка сторін графу Петерсена трьома кольорами
- Сім мостів Кеніґсберґа
- Задача про три стакани
- Вода, газ та електрика
- Пасьянс